# Berliet Holzgas-Pkw

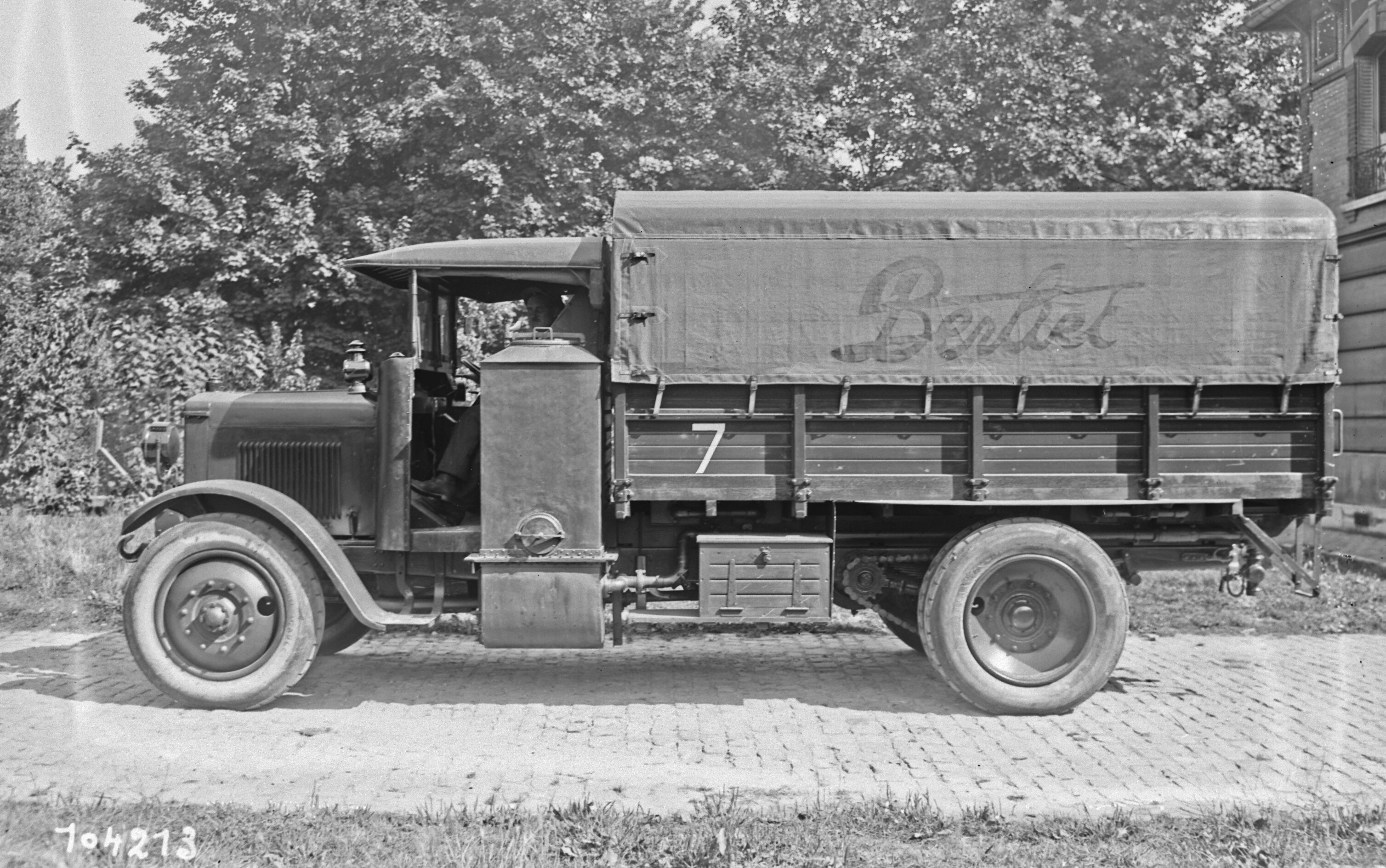
Berliet Lkw mit Holzvergaser

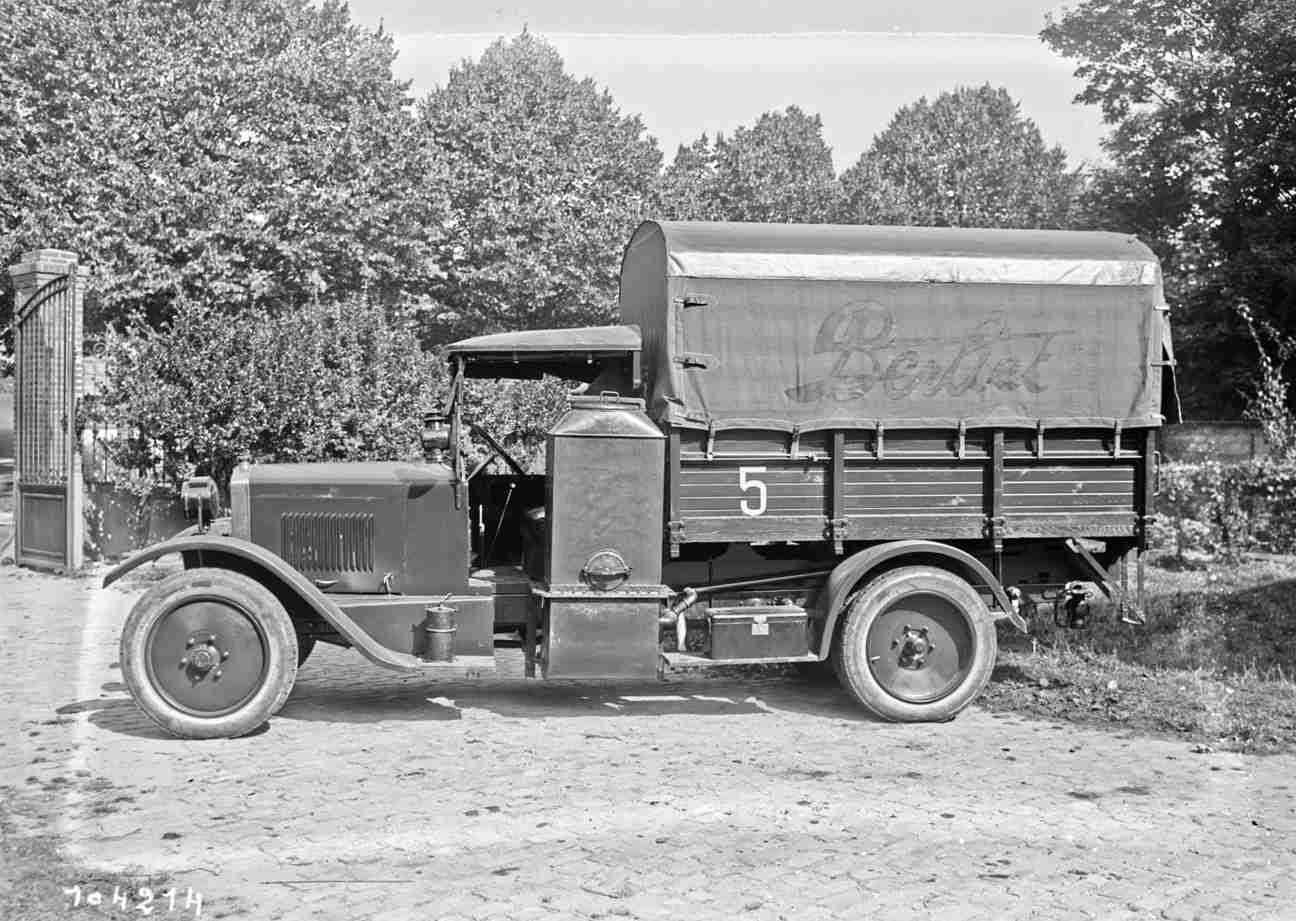
Berliet Lkw mit Holzvergaser

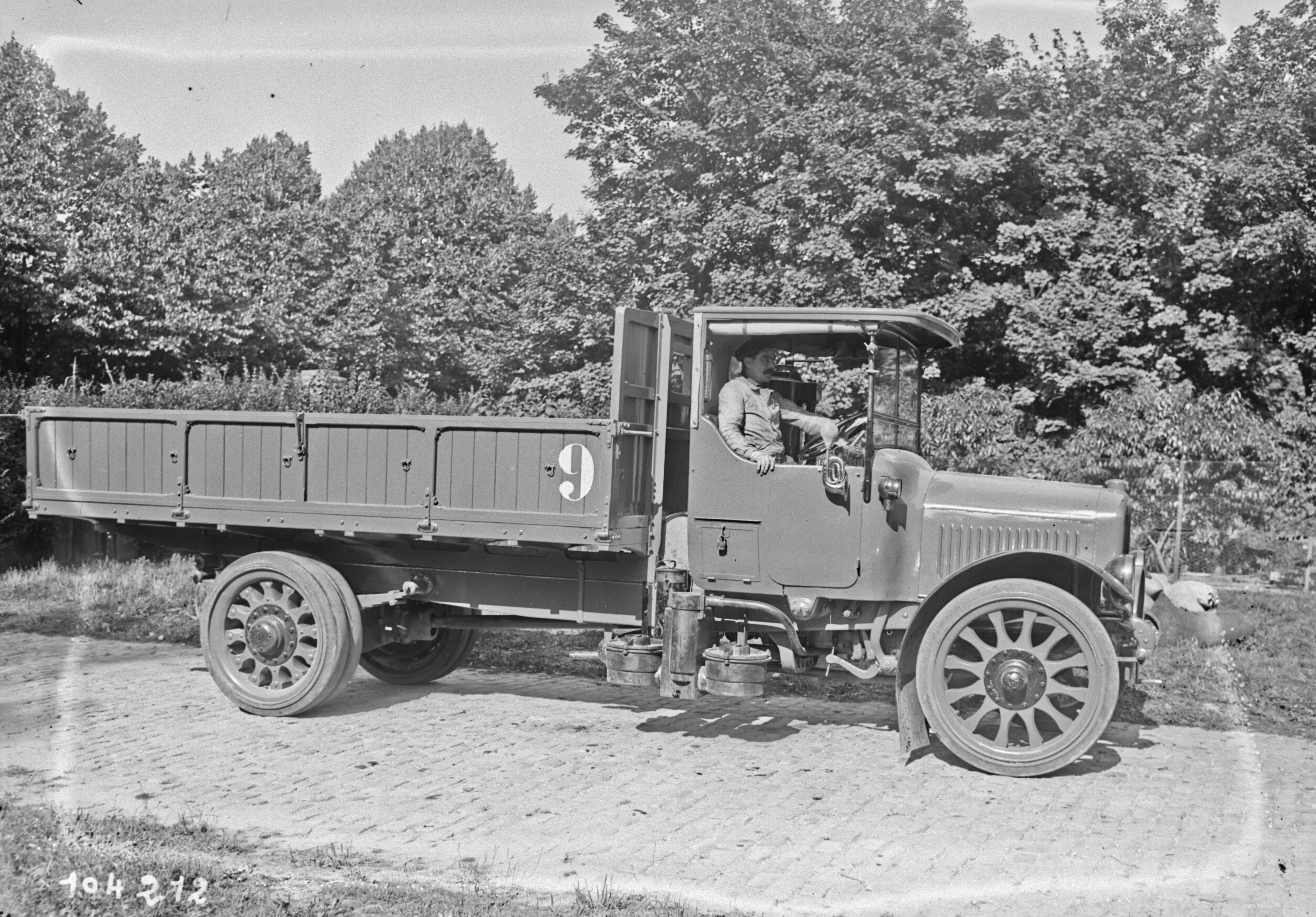
Saurer Lkw mit Holzvergaser

Die Kraftfahrzeughersteller Berliet und Panhard & Levassor waren vor 1939 die Hauptakteure in Frankreich, die sich neben Renault und Saurer intensiv der Konstruktion von mit Holzgas betriebenen Motoren widmeten.

## Holzgas als Treibstoff
Siehe auch Hauptartikel: Kraftfahrzeug mit Holzgasgenerator
Durch Vergasen von Holz (üblicherweise trockenes Buchenholz, das in ca. 10 cm lange Stücke geschnitten und in Säcken mitgeführt wird) kann Gas erzeugt werden, mit dem ein besonders adaptierter Otto- oder besser noch Dieselmotor angetrieben werden kann. Der Hauptvorteil der Verwendung von Holzgas ist die Tatsache, dass der Rohstoff in heimischen Wäldern heranwächst. Man ist daher nicht auf Importe aus dem Ausland angewiesen.
Diesem Vorteil stehen erhebliche Nachteile gegenüber:
- Mit Holzgas betriebene Motoren entwickeln ca. 30 % geringere Leistung als ein gleichgroßer Otto- und ca. 10–15 % weniger Leistung als ein gleich großer Dieselmotor.
- Bei der Vergasung entsteht ein unangenehmer Geruch.
- Die zur Vergasung erforderlichen Apparaturen wiegen ca. 200–300 kg und müssen zusätzlich am Auto angebracht werden.
- Das als Reserve mitzuführende Holz nimmt zusätzlich Platz weg und verringert die Zuladungskapazität weiter.

Auf Holzgas wird man also nur dann zurückgreifen, wenn Benzin- und Dieseltreibstoff nicht zur Verfügung stehen oder dies zumindest droht. Frankreich verfügte in der Zwischenkriegszeit von 1919 bis 1939 an heimischen Erdölquellen lediglich über die geringen Vorkommen bei Merkwiller-Pechelbronn in Elsaß-Lothringen (die algerischen Ölquellen waren noch nicht entdeckt und erschlossen). Um nicht im Kriegsfall zwingend auf ausländische Ölimporte angewiesen zu sein, experimentierte Frankreich schon in den 1920er Jahren mit Holzgas-Motoren für Lkw und dehnte diese Versuche in den 1930er Jahren auf Pkw aus.
Es blieb indessen bei Versuchen, in Serie gingen bei Berliet diese Pkw nicht. Es kam allenfalls vor, dass während des Zweiten Weltkrieges ursprünglich mit Benzin betriebene Pkw mit einem Holzgasgenerator nachgerüstet wurden.
Von Berliet sind folgende mit Holzgas betriebenen Modelle bekannt:

### 1934
Im Juni 1934 nahmen zwei Pkw mit 3,3-Liter-Motor an einem nationalen Wettbewerb für Holzgas-Autos teil. Der Holzgas-Generator saß in einem übergroßen „Kofferraum“ am Heck des Fahrzeugs, in dem auch der Holzvorrat mitgeführt wurde. Die Fahrzeuge hatten mit einer Ladung eine Reichweite von 200 km. Der Typ war steuerlich mit 13 CV eingestuft, die effektive Leistung ist nicht genannt. Mit 30 kg Holz konnten 100 km in einer Geschwindigkeit von 85 km/h zurückgelegt werden. Es blieb bei Versuchen.

### 1935
Nach den Erfolgen des Vorjahres stattete Berliet auch 1935 zwei Testfahrzeuge mit im Heck in einem überdimensionierten Kofferraum sitzenden Holzgas-Generatoren aus. Sie waren steuerlich mit 15 CV eingestuft und nahmen an einer nationalen Rallye für Holzgas-Fahrzeuge teil. Auch hier blieb es bei Prototypen, das Fahrzeug ging nicht in Serie.
In den Firmenunterlagen ist ferner ein Berliet VILG erwähnt, dessen allgemeine Betriebserlaubnis am 4. Dezember 1934 erteilt wurde. Er hatte einen wassergekühlten Vierzylinder-Holzgasmotor des Typs MKH3G: Bohrung × Hub 68 × 112 mm, 1627 cm³ Hubraum, mit 9 CV steuerlich klassifiziert, die bei 3000/min abgegebene Höchstleistung nicht genannt. Das Getriebe hatte -wie das des Berliet VILC- drei Vorwärtsgänge. Auch dieser Pkw blieb offenbar ein Prototyp.

### 1936
Auch 1936 entstanden -diesmal in Zusammenarbeit mit der französischen Armee- einige holzgasgetriebene Prototypen.

### 1937
Die Versuche mit Holzgasmotoren setzte Berliet auch 1937 fort. Am 21. Juni 1937 erhielt ein als Berliet VIRPG bezeichneter Typ seine allgemeine Betriebserlaubnis. Er wog leer 1050 kg und hatte einen wassergekühlten Vierzylindermotor des Typs MKR2G (Bohrung × Hub 80 × 120 mm, 2413 cm³, 10 Steuer-CV, die effektive bei 3000/min entwickelte Leistung nicht genannt, sie dürfte aber bei mindestens 30 PS gelegen haben).
Eine offenbar auf der Basis des Berliet VIRF entwickelte Variante VIRFG (wassergekühlter Vierzylinder-Motor des Typs MKR2G: Bohrung × Hub 80 × 120 mm, Hubraum 2413 cm³, 10 Steuer-CV, effektive Höchstleistung bei 3000/min nicht genannt) erhielt allerdings erst am 31. Juli 1942 ihre allgemeine Betriebserlaubnis. Es mag sich hierbei um ein Testfahrzeug aus dem Jahr 1936 oder 1937 gehandelt haben, das 1942 noch auf dem Firmengelände von Berliet herumstand, in der Benzinknappheit dieser Zeit hochwillkommen war und als Voraussetzung für eine Verkehrszulassung eine bis dahin nicht vorhandene allgemeine Betriebserlaubnis erhielt. Alternativ mag es sich um ein Pilotfahrzeug gehandelt haben in der Absicht, weitere Fahrzeuge des Typs Berliet VIRF serienmäßig auf Holzgas umzurüsten.

### Ab 1939
Zur versuchsmäßigen Ausrüstung des Berliet VIRP2 Dauphine 39 siehe Hauptartikel Berliet VIRP2 Dauphine 39.